# IFK Sundsvall
IFK Sundsvall, offiziell Idrottsföreningen Kamraterna Sundsvall (deutsch: Sportverein Die Kameraden Sundsvall) ist ein schwedischer Fußballverein aus der Hafenstadt Sundsvall. Die Männermannschaft spielte mehrere Jahre in der Allsvenskan, der höchsten Spielklasse im schwedischen Fußball.

## Geschichte
IFK Sundsvall wurde 1895 gegründet. Lange Zeit spielte die Mannschaft nur in tieferen Klassen der schwedischen Ligenpyramide. 1971 gelang dem Klub erstmals der Aufstieg in die zweite Liga. Mit zwei Punkten Abstand auf einen Abstiegsplatz konnte die Mannschaft in ihrem ersten Zweitligajahr die Klasse halten. Im zweiten Jahr spielte die Mannschaft bereits vorne mit und belegte hinter Aufsteiger Brynäs IF und dem Ortsrivalen GIF Sundsvall den dritten Tabellenrang. Diese Position wurde auch in der folgenden Spielzeit erreicht, ehe 1975 die Zweitligameisterschaft und der damit verbundene Aufstieg in die Allsvenskan errungen wurde. 
Als Aufsteiger kämpfte IFK Sundsvall gegen den Abstieg, der mit einem zwölften Tabellenplatz vermieden wurde. In der zweiten Spielzeit in der ersten Liga kämpfte die Mannschaft jedoch vergeblich und mit 20 Punkten hatte der Klub am Ende der Saison zwei Punkte Rückstand auf Örebro SK, die den rettenden zwölften Rang belegten. 
In der zweiten Liga lieferte sich IFK Sundsvall ein Duell mit IK Brage, das die Mannschaft aus Sundsvall am Ende für sich entschied und mit einem Punkt Vorsprung die direkte Rückkehr ins schwedische Oberhaus schaffte. Dieses Mal gelang der neunte Tabellenrang, wenn es am Ende auch nur drei Punkte Vorsprung auf den besten Absteiger AIK Solna waren. Auch das zweite Jahr in der ersten Liga gestaltete sich erfolgreicher als beim ersten Anlauf: Platz sieben in der Endabrechnung stellt das bis heute beste Ergebnis des Klubs in seiner Erstligageschichte dar. In der Spielzeit 1981 wurde die Mannschaft dann wiederum nur Tabellenvorletzter und verabschiedete sich wiederum vom Erstligafußball. 
In der zweiten Liga sprang nur der vierte Platz heraus, sechs Punkte Rückstand auf die ersten beiden Plätze ließen den Traum vom direkten Wiederaufstieg früh platzen. 1984 belegte IFK Sundsvall nach einer engen Saison – zwischen Platz sechs und dem belegten Platz zwölf lagen nur zwei Punkte Unterschied – einen Abstiegsplatz. Anstatt ins Oberhaus zurückzukehren, musste der Klub somit fortan in der dritten Liga antreten. 
In der dritten Liga wurde IFK Sundsvall zwar auf Anhieb Meister, scheiterte jedoch mit einem 0:0-Unentschieden und einer 0:2-Heimniederlage in den Aufstiegsspielen an Karlskrona AIF. Die Umstrukturierung des Ligasystems überstand der Klub als Vizemeister und blieb damit drittklassig. Zwei Jahre später belegte die Mannschaft dann jedoch nur einen Abstiegsplatz. Die Viertklassigkeit währte jedoch nur eine Spielzeit, die Mannschaft wurde mit nur einer Niederlage überlegen zunächst Viertligameister und ein Jahr später bei zwei Saisonniederlagen Drittligameister.
Nach einem Jahr im Mittelfeld gelang 1992 der erste Platz in der Varserien und die damit verbundene Qualifikation zur Kvalsvenskan, den Aufstiegsspielen zur Allsvenskan. Dort wurde man jedoch nur Tabellenletzter und in der anschließenden Play-off-Runde scheiterte IFK deutlich mit 0:3- und 1:6-Niederlagen an Helsingborgs IF. In der nächsten Saison folgte jedoch der Absturz und als Tabellenvorletzter ging es abermals in die dritte Liga. Hier entging die Mannschaft nur dank des besseren Torverhältnisses dem totalen Fiasko des Durchmarschs in die vierte Liga. In der folgenden Saison spielte der Verein wieder vorne mit und wurde Vizemeister. In den anschließenden Aufstiegsspielen war IK Sirius zu stark und setzte sich nach einem 0:1-Sieg bei Sundsvall mit einem 1:1-Unentschieden vor eigenem Publikum durch.
1997 belegte IFK Sundsvall wiederum nur einen Abstiegsplatz. In der vierten Liga spielte die Mannschaft in den folgenden Jahren vorne mit, jedoch erst 2002 gelang mit dem Vizemeistertitel die Qualifikation zu den Relegationsspielen. Dort scheiterte IFK jedoch nach einem 0:0-Unentschieden und einer 0:1-Niederlage an Kiruna FF. 2005 überstand die Mannschaft eine Reform des Ligasystems, indem der vierte Platz belegt und die anschließende Qualifikationsrunde ohne Punktverlust überstanden wurde. Dort hielt sie sich bis zum Abstieg in die Fünftklassigkeit am Ende der Spielzeit 2010.

## Bekannte Spieler
- Bo Börjesson
- Jan Eriksson
- Olle Nordin
- Marko Tuomela